# Skarbimierzyce

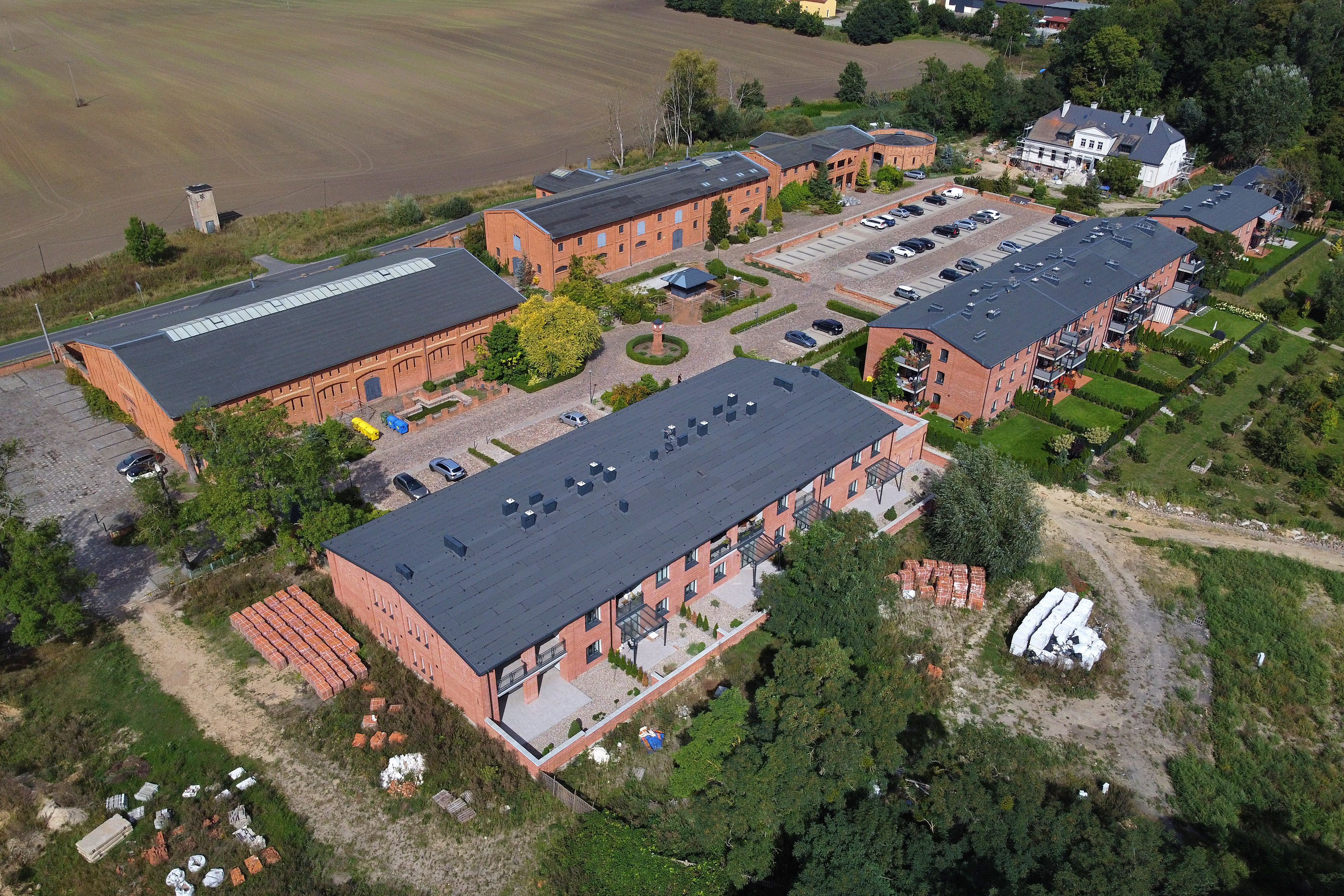
Zabudowania dawnego folwarku w Skarbimierzycach (obecnie osiedle mieszkaniowe)

Skarbimierzyce (do 1945 niem. Sparrenfelde) – osada w północno-zachodniej Polsce, położona w województwie zachodniopomorskim, w powiecie polickim, w gminie Dobra (Szczecińska).
Nazwa Skarbimierzyce została oficjalnie wprowadzona rozporządzeniem rządowym z dnia 1 lipca 1947 roku. Pierwszą, tymczasową powojenną nazwą było Halinowo.
Według danych urzędu gminy z 30 czerwca 2008 wieś miała 398 zameldowanych mieszkańców.
Sołectwo Skarbimierzyce stanowią dwie miejscowości: Skarbimierzyce i Redlica.
Przynależność administracyjna:
- 1815–1866: Związek Niemiecki, Królestwo Prus, prowincja Pomorze
- 1866–1871: Związek Północnoniemiecki, Królestwo Prus, prowincja Pomorze
- 1871–1918: Cesarstwo Niemieckie, Królestwo Prus, prowincja Pomorze
- 1919–1933: Rzesza Niemiecka (Republika Weimarska), kraj związkowy Prusy, prowincja Pomorze
- 1933–1945: III Rzesza, prowincja Pomorze
- 1945–1975: Polska, województwo szczecińskie
- 1975–1998: Polska, województwo szczecińskie
- 1999 – teraz: Polska, województwo zachodniopomorskie, powiat policki, Gmina Dobra (Szczecińska)